# Kani-Kéli
Kani-Kéli ist eine Gemeinde mit 16.030 Einwohnern (Stand 14. Dezember 2017) im französischen Überseegebiet Mayotte.

## Geografie
Die Gemeinde Kani-Kéli liegt am südlichen Ende der Hauptinsel Mayottes. Neben dem Hauptort Kani-Kéli bilden die Dörfer Kanibé,
Choungui, Mronabeja, Passy-Kéli und Mbouini die Gemeinde.

## Bevölkerungsentwicklung
| Jahr      | 1997  | 2002  | 2007  | 2012  |
| Einwohner | 4.156 | 4.336 | 4.527 | 4.920 |

## Persönlichkeiten
- Toifilou Maoulida (* 1979), französischer Fußballspieler